# Wilhelmina Hay Abbott
Wilhelmina Hay Abbott (Dundee, 22 de maig del 1884 - 17 d'octubre del 1957), també coneguda com a Elizabeth Abbott, fou una sufragista, editora i conferenciant feminista escocesa.

## Biografia
Wilhelmina nasqué a Dundee, Escòcia. El seu pare, Andrew Lamond, era fabricant de jute. Es va preparar a Londres per a secretària i comptable, i va assistir a l'University College London a l'estiu del 1907, on feu cursos d'ètica, filosofia i economia. Va començar a utilitzar el nom "Elizabeth".

### Trajectòria
El 1909, Elizabeth organitzà la Societat Nacional per al sufragi de les dones d'Edimburg i feu campanya a les Illes Òrcades. Formava part del Comité executiu de la Federació escocesa de les societats de Sufragi de les dones, el 1910, amb Elsie Inglis.
Durant la Primera Guerra Mundial visità l'Índia, Austràlia, i Nova Zelanda com a conferenciant, durant dos anys, i aconseguí finançament per a hospitals de dones escoceses. Dels seus viatges, digué: «Vaig rebre hospitalitat sense límits». Passada la guerra, va servir com a oficial de l'Aliança del Sufragi de les Dones Internacional, i edità la revista, Jus Suffragii.
Preocupada per l'emancipació econòmica de les dones, s'ajuntà amb Chrystal Macmillan, Lady Rhondda, Emmeline Pethick-Lawrence i altres per a fundar l'Open Door Council el 1926. Abbott va presidir el Consell de Porta Oberta al 1929.
També presidí l'Associació d'Higiene Moral i Social deu anys.
En la darrera etapa de la seua vida continuà treballant per l'emancipació econòmica de les dones; fou coautora de Dones ciutadanes i Seguretat Social (1943), dedicat a denunciar les desigualtats entre hòmens i dones assenyalades en l'Informe Beveridge.

## Vida personal
Es casà amb l'escriptor de viatges i corresponsal de guerra George Frederick Abbott el 1911. Van tenir un fill, Jasper A. R. Abbott. Wilhelmina "Elizabeth" Hay Abbott va morir el 1957, als 73 anys d'edat.